# Allerheiligenlitanei

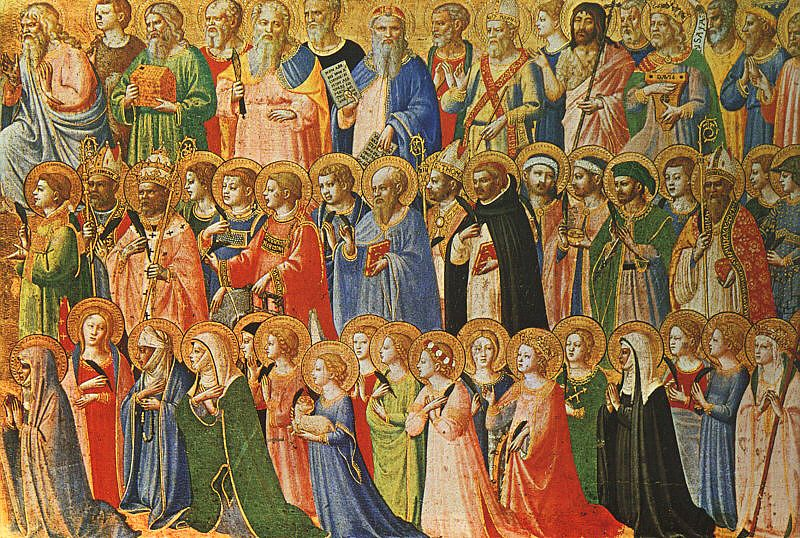
Die Vorläufer Christi mit Heiligen und Märtyrern, Fra Angelico (1423–24)

Die Allerheiligenlitanei (lateinisch Litania Sanctorum) oder auch Große Litanei ist ein großes Bittgebet der römisch-katholischen und der altkatholischen Kirche, bei dem im Wechselgesang zwischen Vorsänger oder Schola und Gemeinde die Heiligen um ihre Fürbitte vor Gott angerufen werden.

## Die Litanei in der Liturgie
Die Litanei wird vor allem – teilweise verkürzt – bei der feierlichen Spendung einiger Sakramente und Sakramentalien gesungen, z. B. bei heiligen Weihen (Diakonen-, Priester-, Bischofsweihe), bei der Spendung der Taufe, der Abtsbenediktion, feierlicher Profess, Jungfrauenweihe, Kirchweihe und Altarweihe sowie bei der Weihe des Taufwassers in der Osternacht, vereinzelt auch am Fest Allerheiligen. Die Bittprozessionen an den Bitttagen begannen mit dem Gesang der Allerheiligenlitanei, woraus der Name litaniae für diese Tage entstand. Bei der Begleitung Sterbender kann die Allerheiligenlitanei als „Sterbelitanei“ (litania pro agonizantibus) gesprochen werden.
Zur Litanei knien alle, außer in der Osterzeit. Sofern die Litanei in einem Weihegottesdienst oder bei der ewigen Profess gesungen wird, prosternieren sich die Kandidaten oder Professen nach altem Brauch im Altarraum.
Außerhalb der Liturgie, etwa bei Andachten oder an den Bitttagen, kann die Litanei auch im Wechsel gesprochen werden.
Die Allerheiligenlitanei wird außerdem beim Einzug der Kardinäle in das Konklave gesungen.

## Entstehung
Die Anrufung von Heiligen hat ihre Vorbilder in Kleinasien um das Jahr 400. Diese Gebetsform wurde auch in der keltischen Frömmigkeit aufgegriffen und findet sich in den frühmittelalterlichen Laudes regiae. Die Mischform von Anrufungs- und Anliegenlitanei entstand im 7. Jahrhundert.
Papst Clemens VIII. beschränkte 1601 die Verwendung einer Vielzahl von Litaneien in der Liturgie stark und ließ neben der Lauretanischen Litanei nur die Allerheiligenlitanei ausdrücklich für den gottesdienstlichen Gebrauch zu.

## Aufbau
1. Teil: Anrufungslitanei

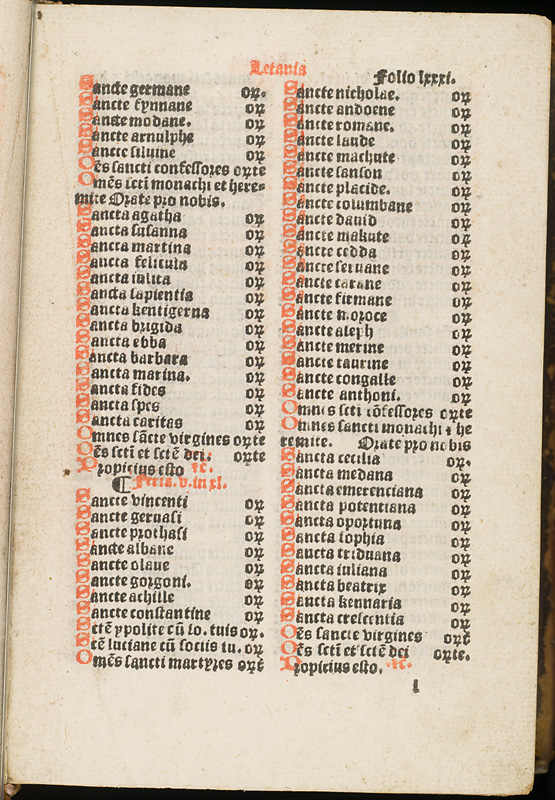
Die Allerheiligenlitanei in einem Brevier von 1509

Die Allerheiligenlitanei ist in ihrem ersten Teil eine Anrufungslitanei. Zunächst wird Gott in der Kyrie-Litanei, mit der nahezu alle christlichen Litaneien beginnen, um sein Erbarmen angerufen. Es folgt die Anrufung von Heiligen, die um Fürsprache bei Gott gebeten werden.
Die Litanei kann über 100 Anrufungen umfassen. Gewöhnlich wird jedoch eine Auswahl verschiedener Heiliger genommen, darunter solche von lokaler oder für diesen Anlass besonderer Bedeutung (etwa Namenspatrone, Kirchenpatrone, Bistumsheilige, heilige Jungfrauen). Eine kürzere Fassung ist Bestandteil der Taufwasserweihe in der Osternacht, auch die Sterbelitanei war verkürzt. Anrufungen, Bitten und Oration können nach Anlass variiert werden.
Bei den Anrufungen der Heiligen wird eine bestimmte Rangordnung eingehalten: Maria – Engel – Patriarchen und Propheten – Apostel und Evangelisten – Märtyrer und Märtyrinnen – Bischöfe, Bekenner und Kirchenlehrer – Priester und Leviten – Mönche und Einsiedler – Jungfrauen und Witwen – heilige Männer und Frauen.
2. Teil: Anliegenlitanei
Im zweiten Teil folgen die Bitten um Abwendung von Übeln, die Nennung des Heilshandelns Gottes und schließlich eine Reihe von Fürbitten. Diese erinnern in ihrer weit gespannten Thematik an die Großen Fürbitten der Karfreitagsliturgie und die ältesten erhaltenen Formen des Allgemeinen Gebets aus dem 4. Jahrhundert.
Den Schluss der Litanei bildet wie in anderen Litaneien das dreifache Agnus Dei und außerhalb von Weihegottesdiensten eine Oration. Bis zum Zweiten Vatikanischen Konzil schlossen sich an das Agnus Dei umfangreiche weitere Gebete an: eine Reihe von Christusanrufungen mit erneutem Kyrie eleison, das Pater noster, der Psalm 70, ein Responsorium mit Versikel und weiteren Fürbitten für den Papst, die Wohltäter, die Verstorbenen und die „abwesenden Brüder“, nach der Akklamation Dominus vobiscum zehn orationsähnliche Gebete und eine Schlussversikel mit Erhörungswunsch, ganz zum Schluss ein Friedenswunsch für die Verstorbenen.

## Text der Litanei

### Einleitung
ggf. Gebetseinladung durch den zelebrierenden Bischof oder Priester.
Diakon: Beuget die Knie.
| Schola                      | Alle                    |
| --------------------------- | ----------------------- |
| Herr, erbarme dich          | Herr, erbarme dich.     |
| Christus, erbarme dich      | Christus, erbarme dich, |
| Herr, erbarme dich          | Herr, erbarme dich.     |
| Christus, höre uns          | Christus, erhöre uns.   |
| Gott Vater im Himmel        | erbarme dich unser.     |
| Gott Sohn, Erlöser der Welt | erbarme dich unser.     |
| Gott Heiliger Geist         | erbarme dich unser.     |
| Heiliger dreifaltiger Gott  | erbarme dich unser.     |

### Anrufung der Heiligen
| Schola                                     | Alle            |
| ------------------------------------------ | --------------- |
| Heilige Maria, Mutter Gottes               | bitte für uns.  |
| Heilige Jungfrau über allen Jungfrauen     | bitte für uns.  |
| Heiliger Michael                           | bitte für uns.  |
| Heilige Engel Gottes                       | bittet für uns. |
| Heiliger Abraham                           | bitte für uns.  |
| Heiliger Mose                              | bitte für uns.  |
| Heiliger Johannes der Täufer               | bitte für uns.  |
| Heiliger Josef                             | bitte für uns.  |
| Ihr heiligen Patriarchen und Propheten     | bittet für uns. |
| Heiliger Petrus                            | bitte für uns.  |
| Heiliger Paulus                            | bitte für uns.  |
| Heiliger Andreas                           | bitte für uns.  |
| Heiliger Jakobus                           | bitte für uns.  |
| Heiliger Johannes                          | bitte für uns.  |
| Ihr heiligen Apostel und Evangelisten      | bittet für uns. |
| Heiliger Stephanus                         | bitte für uns.  |
| Heiliger Laurentius                        | bitte für uns.  |
| Heilige Agnes                              | bitte für uns.  |
| Heilige Perpetua und heilige Felicitas     | bittet für uns. |
| Heilige Lucia                              | bitte für uns.  |
| Heilige Agatha                             | bitte für uns.  |
| Heilige Anastasia                          | bitte für uns.  |
| Heilige Katharina                          | bitte für uns.  |
| Heiliger Kosmas und heiliger Damianus      | bittet für uns. |
| Heilige Teresia Benedicta vom Kreuz        | bitte für uns.  |
| Ihr heiligen Märtyrer                      | bittet für uns. |
| Heiliger Gregor                            | bitte für uns.  |
| Heiliger Ambrosius                         | bitte für uns.  |
| Heiliger Augustinus                        | bitte für uns.  |
| Heiliger Hieronymus                        | bitte für uns.  |
| Heiliger Martinus                          | bitte für uns.  |
| Heiliger Nikolaus                          | bitte für uns.  |
| Ihr heiligen Päpste und Bischöfe           | bittet für uns. |
| Ihr heiligen Lehrer der Kirche             | bittet für uns. |
| Heilige Maria Magdalena                    | bitte für uns.  |
| Heiliger Antonius                          | bitte für uns.  |
| Heiliger Benedikt                          | bitte für uns.  |
| Heiliger Bernhard                          | bitte für uns.  |
| Heiliger Dominikus und heiliger Franziskus | bittet für uns. |
| Heilige Klara                              | bitte für uns.  |
| Heiliger Ignatius                          | bitte für uns.  |
| Heiliger Pfarrer von Ars                   | bitte für uns.  |
| Ihr heiligen Diakone und Priester          | bittet für uns. |
| Ihr heiligen Jungfrauen und Mönche         | bittet für uns. |
| Heiliger Thomas Morus                      | bitte für uns.  |
| Heilige Monika                             | bitte für uns.  |
| Ihr heiligen Väter und Mütter              | bittet für uns. |
| Ihr Heiligen unseres Landes                | bittet für uns. |
| Alle Heiligen Gottes                       | bittet für uns. |

### Bitte um Erlösung
| Schola                                             | Alle               |
| -------------------------------------------------- | ------------------ |
| Jesus, sei uns gnädig                              | Herr, befreie uns. |
| Von allem Bösen                                    | Herr, befreie uns. |
| Von aller Sünde                                    | Herr, befreie uns. |
| Von der ewigen Verdammnis                          | Herr, befreie uns. |
| Durch deine Menschwerdung und dein heiliges Leiden | Herr, befreie uns. |
| Durch dein Sterben und Auferstehn                  | Herr, befreie uns. |
| Durch die Sendung des Heiligen Geistes             | Herr, befreie uns. |

### Verschiedene Anrufungen und Bitten

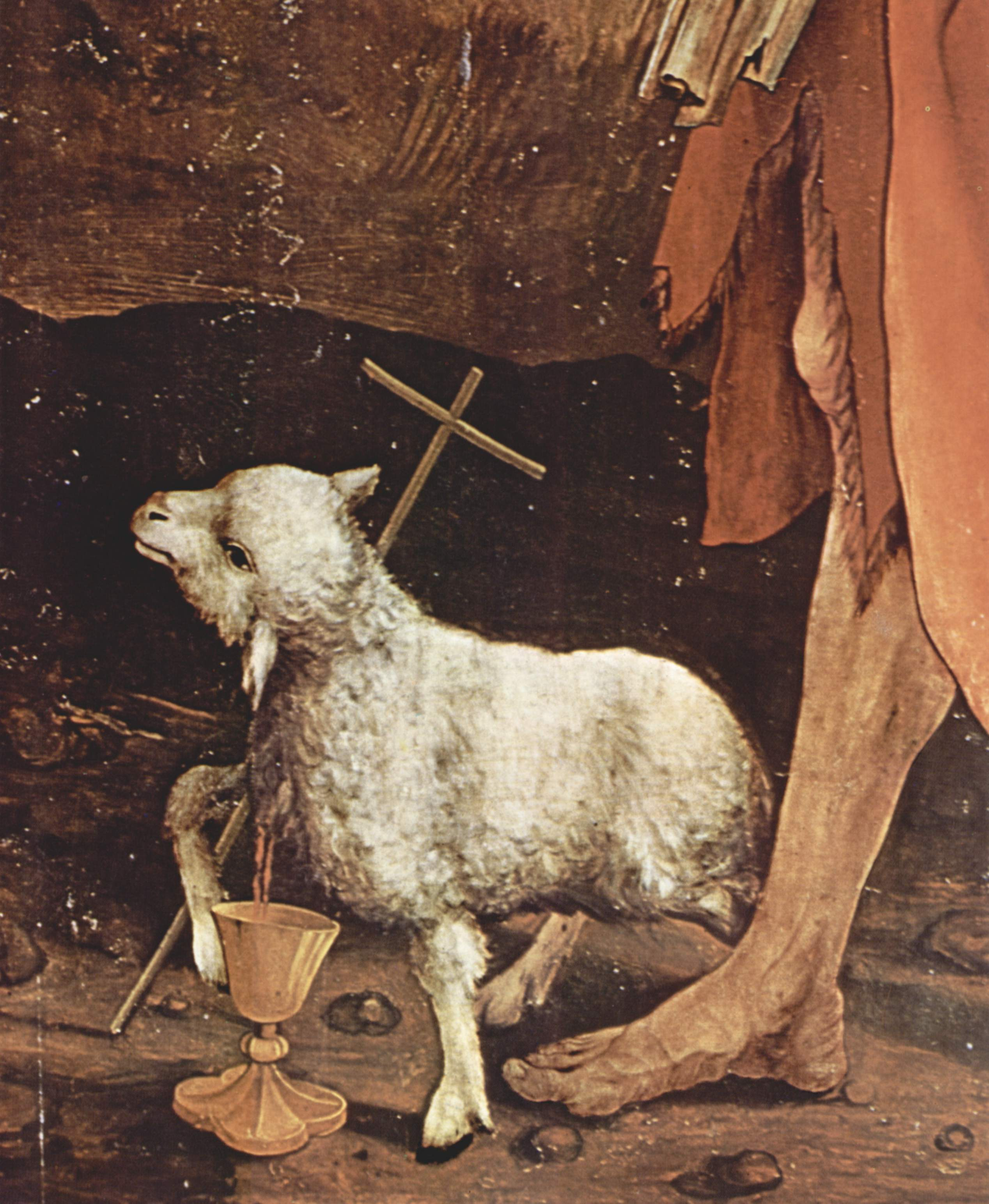
Lamm Gottes, du nimmst hinweg die Sünde der Welt

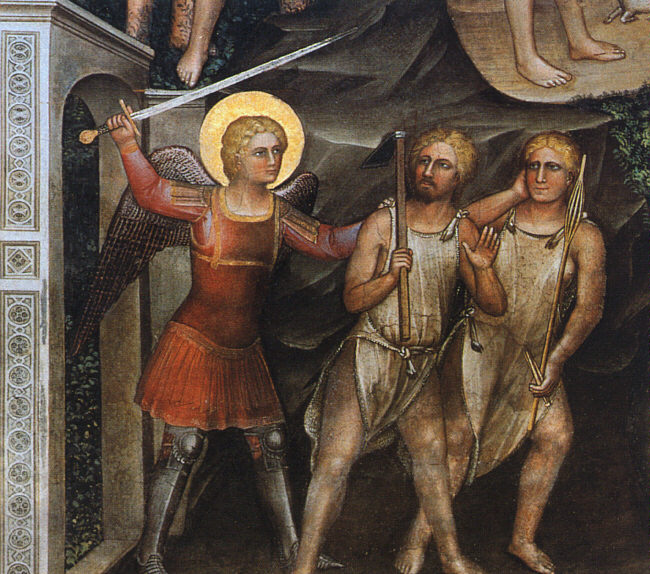
Wir armen Sünder

| Schola                                                                                     | Alle                         |
| ------------------------------------------------------------------------------------------ | ---------------------------- |
| Wir armen Sünder                                                                           | wir bitten Dich, erhöre uns. |
| Schütze deine Kirche und leite sie                                                         | wir bitten Dich, erhöre uns. |
| Erleuchte den Papst, unseren Bischof und alle Hirten                                       | wir bitten Dich, erhöre uns. |
| Erfülle alle Glieder der Kirche mit der Kraft des Heilgen Geistes                          | wir bitten Dich, erhöre uns. |
| Erneuere deine Kirche im Glauben, in der Hoffnung und in der Liebe                         | wir bitten Dich, erhöre uns. |
| (wenn Täuflinge anwesend sind) Schenke diesen Erwählten im Wasser der Taufe das neue Leben | wir bitten Dich, erhöre uns. |
| Stärke die Kirche in Bedrängnis und Verwirrung                                             | wir bitten Dich, erhöre uns. |
| Gib ihren Feinden Einsicht und Umkehr                                                      | wir bitten Dich, erhöre uns. |
| Führe dein Volk zur Einheit                                                                | wir bitten Dich, erhöre uns. |
| Schenke den Völkern der Erde Frieden und Freiheit                                          | wir bitten Dich, erhöre uns. |
| Bewahre sie vor Missbrauch der Macht und allem Unrecht                                     | wir bitten Dich, erhöre uns. |
| Stärke und erhalte uns in Deinem heiligen Dienste                                          | wir bitten Dich, erhöre uns. |
| Lass alle Menschen teilhaben an den Gütern der Erde                                        | wir bitten Dich, erhöre uns  |
| Erfülle uns mit Liebe und Barmherzigkeit                                                   | wir bitten Dich, erhöre uns. |
| Segne alle, die uns Gutes tun                                                              | wir bitten Dich, erhöre uns. |
| Dass die Eheleute fest bleiben in Treue                                                    | wir bitten Dich, erhöre uns. |
| Dass Eltern und Kinder einander verstehen                                                  | wir bitten Dich, erhöre uns. |
| Mach uns bereit zu Buße und Umkehr                                                         | wir bitten Dich, erhöre uns. |
| Dass wir in deinem Dienste bleiben                                                         | wir bitten Dich, erhöre uns. |
| Dass du uns wachend findest bei deinem Kommen                                              | wir bitten Dich, erhöre uns. |
| Gib den Verstorbenen das ewige Leben                                                       | wir bitten Dich, erhöre uns. |

| Schola                                           | Alle                 |
| ------------------------------------------------ | -------------------- |
| Lamm Gottes, du nimmst hinweg die Sünde der Welt | Herr, verschone uns. |
| Lamm Gottes, du nimmst hinweg die Sünde der Welt | Herr, erhöre uns.    |
| Lamm Gottes, du nimmst hinweg die Sünde der Welt | Herr, erbarme dich.  |
| Christus, höre uns                               | Christus erhöre uns. |

### Oration
| V | Alle  |
| --- | ----- |
| Lasset uns beten. Barmherziger Gott, du hilfst deinen Dienern in ihrer Not und erhörst ihr Bitten. Wir danken dir, denn du hast uns Barmherzigkeit erwiesen. Bewahre uns vor Unheil und schenke uns Freude in deinem Dienst. Durch Christus, unsern Herrn. | Amen. |